# 149th Street Tunnel
De 149th Street Tunnel is een metrotunnel van de metro van New York. De tunnel ligt onder de Harlem River vlak ten zuiden van West 145th Street en de 145th Street Bridge in Manhattan en East 149th Street in The Bronx. In tegenstelling tot de brug is de tunnel dus vernoemd naar de straat in The Bronx. De tunnel is het zuidelijk eindpunt van het traject van de White Plains Road Line.
Metrolijn 2 maakt gebruik van de tunnel. Vanuit het oosten in The Bronx begint de riviertunnel na het metrostation 149th Street-Grand Concourse en de koppeling met de Jerome Avenue Line. In Manhattan eindigt de White Plains Road Line en sluit deze aan op het traject van de Lenox Avenue Line volledig gelegen binnen Upper Manhattan. 
De tunnel werd ingehuldigd in 1905.